# Danilo Kiš
Danilo Kiš (kyrilliska: Данило Киш, Danilo Kisj, född 22 februari 1935 i Subotica, Jugoslavien (idag Serbien), död 15 oktober 1989 i Paris, Frankrike) var en jugoslavisk och serbisk författare av ungersk, judisk och serbisk härkomst som tillbringade största delen av sitt liv i Frankrike.
Kiš började studera litteratur vid Belgrads universitet efter andra världskriget i vilket han förlorat en stor del av sin släkt, hans far dog i Auschwitz. Samtidigt arbetade han som översättare från franska och ungerska till serbiska. Därefter var han dramaturg vid den avantgardiska teatern Atelje 212 i Belgrad. Senare arbetade han som lektor i Strasbourg, Bordeaux och Lille, innan han flyttade till Paris. I Paris dog han 1989 av cancer och begravdes i Belgrad.

### Utgivet på svenska
- Trädgård, aska (översättning Mårten Edlund, granskning mot serbo-kroatiska origalet Nils-Åke Nilsson, 1983)
- En grav för Boris Davidovitj (översättning Adolf Dahl, 1985)
- Timglaset (översättning Barbara Lönnqvist, 1986)
- De dödas encyklopedi (översättning Barbara Lönnqvist, 1988)
- Tidiga sorger (översättning Barbara Lönnqvist, 2003)

## Priser och utmärkelser
I Jugoslavien:
- NIN-priset, 1972
- Ivan Goran Kovačić-priset, 1977
- Ivo Andrić-priset, 1984
- Skender Kulenović-priset, 1984
- Avnojpriset, 1988

I Frankrike:
- Grand aigle d'or de la ville de Nice, 1980

I Tyskland:
- Preis des Literaturmagazins, 1988

I Italien:
- Premio di Trevere, 1988

I USA:
- Bruno Schulz-priset, 1989